# Скилациум
Скилациум също Скилециум (на латински: Scylacium, на гръцки: Σκυλάκιον, също Scylaceum, Σκυλακεῖον или Scylletium, Σκυλλήτιον) е древен римски град в Калабрия (древен Брутиум), Южна Италия. Останките от града се намират в общината Скуилаче, на залива Скуилаче (Squillace) в провинция Катандзаро в Калабрия.
Градът е образуван през Троянската война от гърците с Менестеос с името Скилетион (Skylletion).
През 124 пр.н.е. древните римляни образуват в Скилациум колония с името Minervium или Colonia Minervia.
В Скилациум е роден ок. 485 г. Касиодор, римски писател, учен и държавник по времето на управлението на Теодорих Велики.